# ギヨーム＝レブレヒト・ペツォルト
ギヨーム＝レブレヒト・ペツォルト（Guillaume-Lebrecht Petzold, 1794年7月2日 - ?）は、19世紀パリで活躍したピアノ製造技師。

## 生涯
ペツォルトはマイセンに程近いザクセン選帝侯領の村リヒテンハインに生まれた。プロテスタントの牧師であった父は美術商を学ばせるため、1798年4月にドレスデンへと息子を連れだって赴き、そこでペツォルトは宮廷のオルガンとピアノの製造を行っていたカール・ルドルフ・アウグスト・ヴェンツキーに弟子入りする。5年後、ヴェンツキーがしたためた推薦状を携えてウィーンを訪れ、それ以降1805年12月にパリへ旅立つまでアントン・ヴァルターの下で働くことになる。1806年4月にJ.プファイファーと協力関係を締結、初期の製品としてペツォルトがハルモメロ（harmomelo）と呼んだキャビネット型アップライト、好評を博した三角形のピアノ、それらに続く改良型スクエア・ピアノを世に出した。両者は1814年に自前の工房を構え、その後のペツォルトの楽器が持つ音、機構、構造は彼に高い名声をもたらした。
ペツォルトがスクエア・ピアノに導入した拡大型の響板は、1806年のフランス国内博覧会に出展されたものの、あまり注目を集めることはなかった。これはより大きな音量を得ることを目的としていたが、イギリスのスクエア・ピアノのアクションよりも弦の位置が高くなり、またより大きなアクションのてこ比が必要であった。彼はイギリス式のグランド・アクションをクランク・エスケープメントと個々のハンマー・フランジに置き換えたものの、より強い打鍵を可能とするためにはより強い弦の張力が必要となり、これによってフレームもより頑丈なものが求められた。こうした改良によってペツォルトの楽器はそれまでにない豊かさと表現の幅を備えることとなった。